# Bradford Township (Iowa)
Pour les articles homonymes, voir Bradford Township.
Bradford Township est un township, du comté de Chickasaw en Iowa, aux États-Unis,.
Le township est nommé en l'honneur du chef Bradford, amérindien du peuple des Chicachas.

## Source de la traduction
- (en) Cet article est partiellement ou en totalité issu de l’article de Wikipédia en anglais intitulé « Bradford Township, Chickasaw County, Iowa » (voir la liste des auteurs).